# 豐原里 (臺東縣)
豐原里原為日治時期旭村的一部份。地處臺東市的郊區，緊臨卑南大圳與利嘉溪，環境利於灌溉，該地居民，多半以務農維生，以中華路四段豐源國小一帶為該里商業區，其餘多為農地與住宅。
在豐原里一帶，有三條卑南大圳的支線，當地人稱四支線、五支線和六支線，沿著豐原里和豐里里邊界的就是四支線；五支線是指豐源國小左方440巷到531巷這條；534巷到611巷則稱為六支線。
大正十年（1921年）時，由「臺東拓殖株式會社」開墾，但因為經營的成效不彰，雖擁有12,000餘甲的土地，直至大正十五年（1926年），已開墾的土地卻僅有1,500甲，各個移民村中，實際種植作物的土地只有950甲，為求改革社務經營，於是開始招攬本島人前來從事甘蔗種植。
1. ↑  . 中華民國行政院 數位發展部 政府資料開放平臺.   [2024-02-10]. （原始内容存档于2021-10-28） （中文（臺灣））.